# Art de bien mourir
Art de bien mourir is de Franse vertaling van de Ars Moriendi en werd gedrukt door Colard Mansion te Brugge in 1477-1478. Het werk wordt nu bewaard in de Openbare Bibliotheek Brugge.

## De druk van Mansion

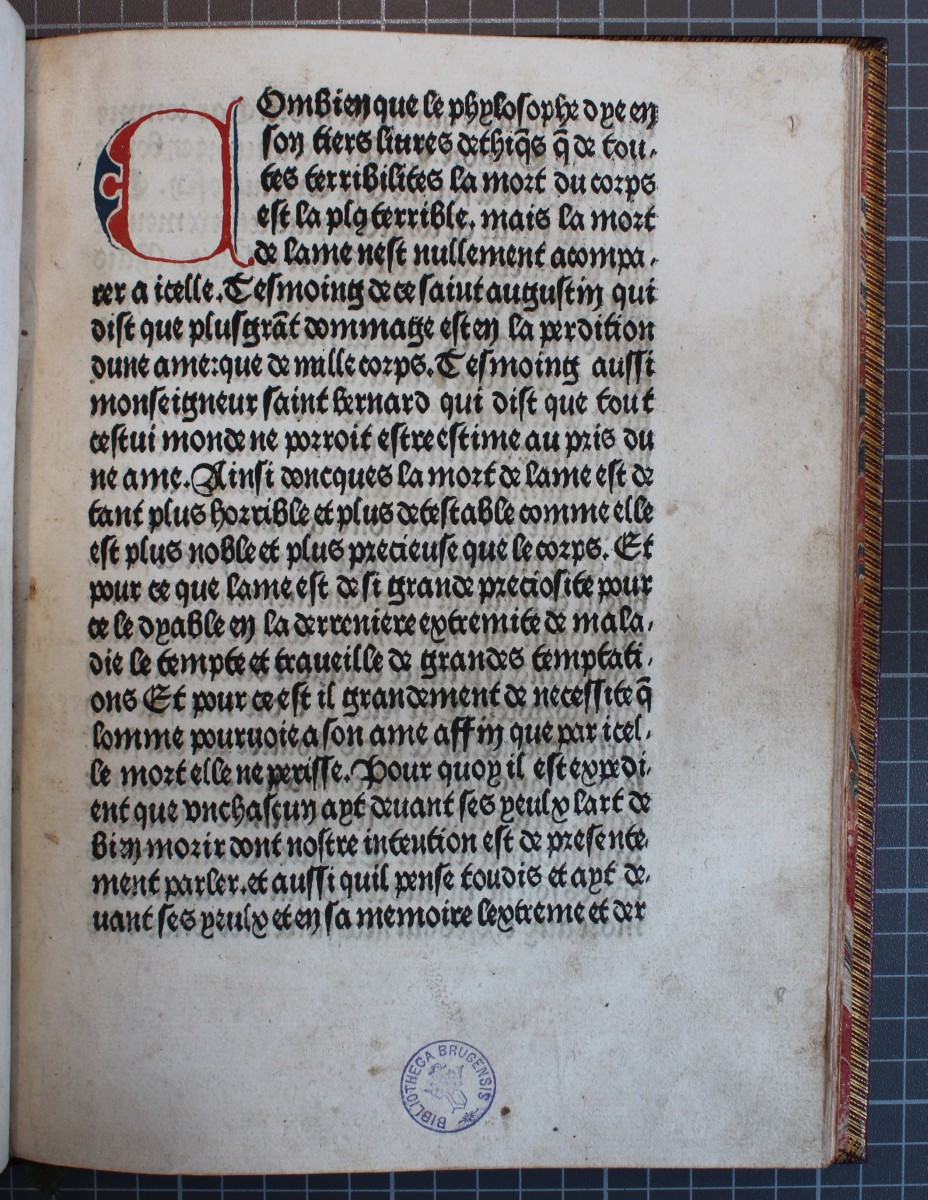
Fragment uit de Art de bien mourir, gedrukt door Colard Mansion te Brugge in 1477-1478. Bewaard door de Openbare Bibliotheek Brugge.

Edities van het korte traktaat Ars moriendi in de grote Europese talen zijn bij de eerste teksten die gedrukt worden in grote oplagen vanaf het midden van de vijftiende eeuw. De Ars moriendi is een collectie van voorschriften over hoe men op een goede christelijke manier kan sterven.
De Franse vertaling van het traktaat, genaamd Art de bien mourir, is vaak samengebonden met Colard Mansions druk van Jean Gersons Doctrine de bien vivre, een andere editie die ook behoort tot de Brugse incunabelen. Beide teksten zijn gekoppeld aan elkaar qua inhoud, maar ook op het vlak van stijl. In deze editie zijn de initialen en paragraaftekens in rode inkt en zijn de hoofdingen onderlijnd in dezelfde rode inkt. De decoratie is voor beide werken hetzelfde, wat suggereert dat het volume gedecoreerd werd in hetzelfde atelier en door dezelfde rubricator. 
De Ars moriendi edities die gemaakt werden door Mansion zijn bijzonder sober. De nuchtere vorm reflecteert de meditatieve doeleinden van de tekst. Het is een klein folio met 32 pagina's in 3 katernen van elk 8 bladen. De laatste twee pagina's zijn leeg gelaten. De tekst begint op het eerste folio zonder titel en zonder incipit. Op het einde van het boek is er geen colofon of imprint, maar wel een drukkersmerk. De tekst is opgezet in een enkele kolom van 23 lijnen. Enkel het lettertype, Mansion's eigen bastarda, maakt het boek meer dan een vluchtig gefabriceerde editie voor dagelijks gebruik. 

## Inhoud
De keuze voor deze tekst bevestigt Mansions voorliefde voor religieuze en moraliserende werken, vanuit eigen keuze of vanuit de grote populariteit van deze werken in het toenmalige Europa. Ars Moriendi literatuur was inderdaad gericht naar een groot publiek. De stervende persoon stond tegenover zijn dreigende dood en werd bijstand aangeboden wanneer hij de grootste verleiding moet weerstaan van de duivel. Door zich te verzoenen met God en de wereld en een morele en spirituele vernieuwing  te ondergaan, kon de persoon de dood als een nieuw persoon tegemoet gaan. Deze hernieuwing bracht nieuw geloof mee, nederigheid in plaats van zelfgenoegzaamheid, liefde en geduld in plaats van ongeduld. 